# Kazimierz Sikorski
Kazimierz Wincenty Miłosz Sikorski (28. června 1895 Curych – 23. července 1986 Varšava) byl polský hudební skladatel a teoretik.

## Život
V letech 1911-1919 navštěvoval Vysokou školu hudební při Varšavské společnosti hudby, kde studoval skladbu u Felicjana Szopskiho. Absolvoval v roce 1919 a dále studoval filozofii a práva na Filozofické fakultě Varšavské univerzity a muzikologii pod vedením Adolfa Chybińského na univerzitě ve Lvově.
Od roku 1921 působil na konzervatoři v Lodži kde přednášel harmonii, kontrapunkt, hudební formy a instrumentaci. V roce 1925 obdržel stipendium od ministerstva náboženských vyznání a veřejné osvěty a studoval v Paříži u Nadii Boulangerové. Po návratu do Polska učil nejprve v letech 1926–27 na Státní konzervatoři v Poznani a pak v letech 1927–1939 na Státní konzervatoři ve Varšavě. V letech 1928-33 se podílel na vydávání časopisu "Kwartalnik Muzyczny" (Hudební čtvrtletník), který byl později transformován na časopis "Muzyka Polska". V roce 1928 společně s Tadeuszem Ochlewským, Bronislawem Rutkowským a Theodorem Zalewským založil Polské hudební vydavatelství Towarzystwo Wydawnicze Muzyki Polskiej. Vedle toho byl zakládajícím členem a od roku 1932 členem představenstva Polské asociace skladatelů. V letech 1928–30 byl také místopředsedou Polské mezinárodní společnosti soudobé hudby.
V době 2. světové války byl ředitelem varšavské konzervatoře (tehdy provozované pod jménem Staatliche Musikschule). Po válce v roce 1945 se nejprve usadil v Lodži, kde byl profesorem harmonie, kontrapunktu a kompozice na Státní vysoké škole hudby. V roce 1947 byl jmenován děkanem fakulty a v roce 1947 se stal rektorem. Vedle toho vyučoval kontrapunkt na Státní střední škole hudební v Lodži. V roce 1951 působil na Státní vysoké škole hudební ve Varšavě. V letech 1957-66 byl rektorem Varšavské univerzity. Zastával mnoho významných funkcí. V letech 1954–1959 byl prezidentem Svazu polských skladatelů, v roce 1965 předsedou Polské hudební rady a v letech 1972–1980 prezidentem Společnosti Fryderyka Chopina (od roku 1980 čestným prezidentem). V roce 1956 se podílel na organizaci prvního hudebního festivalu Varšavský podzim.
Vychoval řadu předních polských skladatelů. Mezi jeho žáky byli např. Tadeusz Baird, Marian Borkowski, Stefan Kisielewski, Zygmunt Krauze, Jan Krenz, Roman Maciejewski, Artur Malawski, Tadeusz Paciorkiewicz, Andrzej Panufnik, Konstanty Regamey a Kazimierz Serocki.
Zemřel ve Varšavě 23. července 1986. Je pohřben na Powązkowském hřbitově.

## Ocenění
- Státní cena za hudbu hudby (1935)
- Řád znovuzrozeného Polska (1937)
- Státní ceny I. a II. stupně (1951, 1955, 1964, 1966)
- Zlatý kříž za zásluhy (1952
- Řád znovuzrozeného Polska (1955)
- Řád práce I. třídy (1960)
- Cena Jurzykowského nadace (1981).

Státní vyšší škola hudební ve Varšavě mu udělila titul doktora honoris causa.

## Hlavní díla

### Orchestrální skladby
- Suita pro smyčcový orchestr (1917)
- Symfonie č. 1 (1919)
- Suita ludowa (1921)
- Symfonie č. 2 (1921)
- Uwertura pro malý orchestr (1945)
- Obrazki wiejskie (Vesnické obrázky), suita pro malý orchestr (1945)
- Allegro symfoniczne (1946)
- Koncert pro klarinet a orchestr" (1947)
- Koncert pro lesní roh a malý orchestr" (1948-49)
- Suita z Istebnej (1948-51)
- Symfonie č. 3 ve formě Concerto grosso" (1953-55)
- Uwertura popularna (1954)
- Koncert pro flétnu a orchestr" (1957)
- Koncert pro trubku, smyčcový orchestr a bicí nástroje (1960)
- Šest starých polských tanců (1963)
- Koncert polifoniczny pro fagot a orchestr (1965)
- Koncert pro hoboj a orchestr" (1967)
- Symfonie č. 4 (1968-69)
- Koncert pro pozoun a orchestr" (1973)
- Cztery polonezy wersalskie pro smyčcový orchestr (1974)
- Symfonie č. 5 (1978-79)
- Trzy kanony na jeden temat pro smyčcový orchestr (1981)
- Symfonie č. 6" (1983)

### Vokální skladby
- Moteto pro sbor a smyčcový orchestr (1915)
- Moteto pro sbor a varhany1915)
- Žalm VII. pro sbor a smyčcový orchestr (1915)
- Czemuście mnie, slezská lidová píseň pro smíšený sbor a cappella (1934)
- Stabat Mater pro bas, smíšený sbor a varhany (1943)
- Leć głosie po rosie, kurpiowska lidová píseň pro smíšený sbor a cappella (1947)
- Na środku pola, kurpiowska lidová píseň pro sbor smíšený a cappella (1947)
- Mazurek kurpiowski pro smíšený sbor a cappella (1947)
- Hej, zabujały, lidová píseň rekrutů z dob nevolnictví pro smíšený sbor a cappella (1947)
- Pójdziesz ty, kujawska lidová píseň pro smíšený sbor a cappella (1947)
- Mazurek pro zpěv a klavír (1949)
- Matulu moja, píseň pro zpěv a klavír (1949)
- Stabat Mater pro sóla, sbor a velký orchestr (1950)
- Mazurek, píseň pro zpěv a orchestr (1950)

### Komorní skladby
- Smyčcový kvartet č. 1 (1915)
- Smyčcový kvartet č. 2 (1918)
- Smyčcový sextet d-moll (1920)
- Smyčcový kvartet č. 3 (1939)

### Filmová hudba
- Wieczór wigilijny (1946, film nebyl v distribuci)
- Zamość renesansowy (1947)
- Warszawska premiera (1950)
- Pierwsze dni (1951)
- Feliks Dzierżyński (1951)
- Trudna miłość (1953)